# Tomasz Budziszewski
Tomasz Adam Stefan Budziszewski herbu Grzymała (ur. przed 23 grudnia 1746, zm. po 1790) – polski szlachcic, podstarości zambrowski, wojski większy łomżyński, poseł na Sejm Czteroletni.

## Życiorys
W 1786 roku był podstarościm zambrowskim, w 1790 roku reprezentował ziemię łomżyńską (województwo mazowieckie) na drugiej kadencji Sejmu Czteroletniego. W 1790 roku był członkiem łomżyńskiej komisji szlacheckiej, której zadaniem było oszacowanie dochodowości wszelkich majątków szlacheckich i duchownych i wyliczeniu na podstawie tego szacunku wartości rocznego podatku, jaki dany majątek powinien odprowadzać do skarbu Rzeczypospolitej (tzw. ofiara dziesiątego grosza).

## Życie rodzinne
Był synem Franciszka Antoniego Budziszewskiego i Magdaleny Weroniki z domu Suskiej h. Pomian, córki Michała Suskiego, sekretarza królewskiego. Był jednym z trzynaściorga ich dzieci. M.in. jego młodszy brat, Michał Edward Dionizy był szambelanem dworu królewskiego. 
Ożenił się z Teresą Łączyńską h. Kościesza. Mieli siedmioro dzieci, były to: Józefa, Mikołaj, Karol, Antoni, Salomea, Maria i Wiktoria